# Vòng loại Giải vô địch bóng đá thế giới 2018 – Khu vực châu Phi (Vòng 1)
Vòng 1 của vòng loại giải vô địch bóng đá thế giới 2018 khu vực châu Phi diễn ra từ ngày 7 đến ngày 13 tháng 10 năm 2015.

## Thể thức
Tổng cộng có 26 đội (xếp hạng 28–53 khu vực châu Phi) thi đấu 2 lượt đi và về theo thể thức sân nhà - sân khách. 13 đội thắng cuộc ở vòng này sẽ giành quyền vào vòng 2.

## Phân nhóm
Buổi lễ bốc thăm vòng 1 khu vực châu Phi diễn ra vào ngày 25 tháng 7 năm 2015, lúc 18:00 MSK (UTC+3), tại Cung điện Konstantinovsky ở Strelna, Sankt-Peterburg, Nga.
Các hạt giống dựa trên bảng xếp hạng FIFA được công bố vào tháng 7 năm 2015. 26 đội được chia thành 2 nhóm:
- Nhóm 4 có thứ hạng 26–40.
- Nhóm 5 có thứ hạng 41–53.

| Nhóm 4 | Nhóm 5 |
| --- | --- |
| 1. Niger (96) 2. Ethiopia (101) 3. Malawi (108) 4. Sierra Leone (111) 5. Namibia (112) 6. Kenya (114) 7. Botswana (120) 8. Madagascar (122) 9. Mauritanie (128) 10. Burundi (131) 11. Lesotho (131) 12. Guiné-Bissau (133) 13. Eswatini (138) | 1. Tanzania (139) 2. Gambia (143) 3. Liberia (161) 4. Trung Phi (170) 5. Tchad (173) 6. Mauritius (180) 7. Seychelles (186) 8. Comoros (187) 9. São Tomé và Príncipe (189) 10. Nam Sudan (195) 11. Eritrea (204) 12. Somalia (205) 13. Djibouti (207) |

## Kết quả
| Đội 1                | TTS     | Đội 2        | Lượt đi | Lượt về |
| -------------------- | ------- | ------------ | ------- | ------- |
| Somalia              | 0–6     | Niger        | 0–2     | 0–4     |
| Nam Sudan            | 1–5     | Mauritanie   | 1–1     | 0–4     |
| Gambia               | 2–3     | Namibia      | 1–1     | 1–2     |
| São Tomé và Príncipe | 1–3     | Ethiopia     | 1–0     | 0–3     |
| Tchad                | 2–2 (a) | Sierra Leone | 1–0     | 1–2     |
| Comoros              | 1–1 (a) | Lesotho      | 0–0     | 1–1     |
| Djibouti             | 1–8     | Eswatini     | 0–6     | 1–2     |
| Eritrea              | 1–5     | Botswana     | 0–2     | 1–3     |
| Seychelles           | 0–3     | Burundi      | 0–1     | 0–2     |
| Liberia              | 4–2     | Guiné-Bissau | 1–1     | 3–1     |
| Trung Phi            | 2–5     | Madagascar   | 0–3     | 2–2     |
| Mauritius            | 2–5     | Kenya        | 2–5     | 0–0     |
| Tanzania             | 2–1     | Malawi       | 2–0     | 0–1     |

| Somalia | 0–2                            | Niger                   |
| ------- | ------------------------------ | ----------------------- |
|         | Chi tiết (FIFA) Chi tiết (CAF) | Maâzou 58', 62' (ph.đ.) |

| Niger                            | 4–0                            | Somalia |
| -------------------------------- | ------------------------------ | ------- |
| Cissé 13', 68' · Maâzou 18', 32' | Chi tiết (FIFA) Chi tiết (CAF) |         |

Niger thắng với tổng tỉ số 6–0 và giành quyền vào vòng 2 gặp Cameroon.
| Nam Sudan | 1–1                            | Mauritanie |
| --------- | ------------------------------ | ---------- |
| Aboi 5'   | Chi tiết (FIFA) Chi tiết (CAF) | Bagili 3'  |

| Mauritanie                                           | 4–0                            | Nam Sudan |
| ---------------------------------------------------- | ------------------------------ | --------- |
| Ahmed 4' · Bagili 62' · M. Samba 85' · Diakité 90+2' | Chi tiết (FIFA) Chi tiết (CAF) |           |

Mauritanie thắng với tổng tỉ số 5–1 và giành quyền vào vòng 2 gặp Tunisia.
| Gambia     | 1–1                            | Namibia       |
| ---------- | ------------------------------ | ------------- |
| Jammeh 78' | Chi tiết (FIFA) Chi tiết (CAF) | Stephanus 65' |

| Namibia                    | 2–1                            | Gambia    |
| -------------------------- | ------------------------------ | --------- |
| Stephanus 42' · Somaeb 63' | Chi tiết (FIFA) Chi tiết (CAF) | Dibba 10' |

Namibia thắng với tổng tỉ số 3–2 và giành quyền vào vòng 2 gặp Guinée.
| São Tomé và Príncipe | 1–0                            | Ethiopia |
| -------------------- | ------------------------------ | -------- |
| Leal 87'             | Chi tiết (FIFA) Chi tiết (CAF) |          |

| Ethiopia                                | 3–0                            | São Tomé và Príncipe |
| --------------------------------------- | ------------------------------ | -------------------- |
| Fekadu 1' · Panom 48' (ph.đ.) · Lok 75' | Chi tiết (FIFA) Chi tiết (CAF) |                      |

Ethiopia thắng với tổng tỉ số 3–1 và giành quyền vào vòng 2 gặp Congo.
| Tchad          | 1–0                            | Sierra Leone |
| -------------- | ------------------------------ | ------------ |
| Djimrangar 47' | Chi tiết (FIFA) Chi tiết (CAF) |              |

| Sierra Leone           | 2–1                            | Tchad          |
| ---------------------- | ------------------------------ | -------------- |
| Kamara 70' · Sesay 75' | Chi tiết (FIFA) Chi tiết (CAF) | Djimrangar 45' |

Tổng tỉ số sau hai lượt trận là 2–2. Tchad thắng bằng luật bàn thắng sân khách và giành quyền vào vòng 2 gặp Ai Cập.
| Comoros | 0–0                            | Lesotho |
| ------- | ------------------------------ | ------- |
|         | Chi tiết (FIFA) Chi tiết (CAF) |         |

| Lesotho        | 1–1                            | Comoros        |
| -------------- | ------------------------------ | -------------- |
| Seturumane 17' | Chi tiết (FIFA) Chi tiết (CAF) | M'Changama 71' |

Tổng tỉ số sau hai lượt trận là 1–1. Comoros thắng bằng luật bàn thắng sân khách và giành quyền vào vòng 2 gặp Ghana.
| Djibouti | 0–6                            | Eswatini                                                                                         |
| -------- | ------------------------------ | ------------------------------------------------------------------------------------------------ |
|          | Chi tiết (FIFA) Chi tiết (CAF) | Mkhontfo 45+1' · Ndzinisa 62' · Phu. Dlamini 74' · Hlatjwako 77' · T. Tsabedze 83' · Lukhele 85' |

| Eswatini          | 2–1                            | Djibouti |
| ----------------- | ------------------------------ | -------- |
| Hlatjwako 6', 43' | Chi tiết (FIFA) Chi tiết (CAF) | Issa 22' |

Swaziland thắng với tổng tỉ số 8–1 và giành quyền vào vòng 2 gặp Nigeria.
| Eritrea | 0–2                            | Botswana                  |
| ------- | ------------------------------ | ------------------------- |
|         | Chi tiết (FIFA) Chi tiết (CAF) | Moyana 22' · Mogorosi 64' |

| Botswana                      | 3–1                            | Eritrea   |
| ----------------------------- | ------------------------------ | --------- |
| Ngele 15', 79' · Mogorosi 21' | Chi tiết (FIFA) Chi tiết (CAF) | Goitom 9' |

Botswana thắng với tổng tỉ số 5–1 và giành quyền vào vòng 2 gặp Mali.
| Seychelles | 0–1                            | Burundi         |
| ---------- | ------------------------------ | --------------- |
|            | Chi tiết (FIFA) Chi tiết (CAF) | Abdul Razak 15' |

| Burundi                      | 2–0                            | Seychelles |
| ---------------------------- | ------------------------------ | ---------- |
| Abdul Razak 71' (ph.đ.), 78' | Chi tiết (FIFA) Chi tiết (CAF) |            |

Burundi thắng với tổng tỉ số 3–0 giành quyền vào vòng 2 gặp CHDC Congo.
| Liberia           | 1–1                            | Guiné-Bissau |
| ----------------- | ------------------------------ | ------------ |
| Jebor 36' (ph.đ.) | Chi tiết (FIFA) Chi tiết (CAF) | Anido 66'    |

| Guiné-Bissau | 1–3                            | Liberia              |
| ------------ | ------------------------------ | -------------------- |
| Cassamá 43'  | Chi tiết (FIFA) Chi tiết (CAF) | Jebor 8', 12', 90+6' |

Liberia thắng với tổng tỉ số 4–2 giành quyền vào vòng 2 gặp Bờ Biển Ngà.
| Trung Phi | 0–3                            | Madagascar                                    |
| --------- | ------------------------------ | --------------------------------------------- |
|           | Chi tiết (FIFA) Chi tiết (CAF) | Rabeson 27' · Rakotoharimalala 39' · Paul 65' |

| Madagascar                              | 2–2                            | Trung Phi                  |
| --------------------------------------- | ------------------------------ | -------------------------- |
| Ramanamahefa 15' · Andrianantenaina 34' | Chi tiết (FIFA) Chi tiết (CAF) | Gourrier 7' · Dagoulou 44' |

Madagascar thắng với tổng tỉ số 5–2 và giành quyền vào vòng 2 gặp Sénégal.
| Mauritius                    | 2–5                            | Kenya                                                  |
| ---------------------------- | ------------------------------ | ------------------------------------------------------ |
| Sophie 66' (ph.đ.) · Bru 78' | Chi tiết (FIFA) Chi tiết (CAF) | Omolo 18', 82' · Masika 23' · Shakava 49' · Olunga 87' |

| Kenya | 0–0                            | Mauritius |
| ----- | ------------------------------ | --------- |
|       | Chi tiết (FIFA) Chi tiết (CAF) |           |

Kenya thắng với tổng tỉ số 5–2 giành quyền vào vòng 2 gặp Cabo Verde.
| Tanzania                    | 2–0                            | Malawi |
| --------------------------- | ------------------------------ | ------ |
| Samatta 18' · Ulimwengu 22' | Chi tiết (FIFA) Chi tiết (CAF) |        |

| Malawi    | 1–0                            | Tanzania |
| --------- | ------------------------------ | -------- |
| Banda 41' | Chi tiết (FIFA) Chi tiết (CAF) |          |

Tanzania thắng với tổng tỉ số 2–1 và giành quyền vào vòng 2 gặp Algérie.

## Danh sách cầu thủ ghi bàn
4 bàn
- William Jebor
- Moussa Maâzou

3 bàn
- Fiston Abdul Razak
- Sandile Hlatjwako

2 bàn
- Joel Mogorosi
- Mogakolodi Ngele
- Léger Djimrangar
- Johanna Omolo
- Boubacar Bagili
- Willy Stephanus
- Mahamane Cissé

1 bàn
- Galabgwe Moyana
- Eudes Dagoulou
- Junior Gourrier
- Mohamed M'Changama
- Mohamed Issa Liban
- Henok Goitom
- Dawit Fekadu
- Ramkel Lok
- Gatoch Panom
- Pa Dibba
- Abdou Jammeh
- Malado Reld Anido
- Ibraime Cassamá
- Ayub Masika
- Michael Olunga
- Haron Shakava
- Tsepo Seturumane
- Abel Andrianantenaina
- Johann Paul
- Michael Rabeson
- Njiva Rakotoharimalala
- Falimery Ramanamahefa
- John Banda
- Cheikh Moulaye Ahmed
- Ismaël Diakité
- Moussa Samba
- Jonathan Bru
- Andy Sophie
- Hendrik Somaeb
- Luís Leal
- Alhaji Kamara
- Abdul Sesay
- Dominic Abui Pretino
- Muzi Dlamini
- Mxolisi Lukhele
- Mthunzi Mkhontfo
- Sabelo Ndzinisa
- Tony Tsabedze
- Mbwana Samatta
- Thomas Ulimwengu